# Мельно (Гнезненський повіт)
Мельно (пол. Mielno) — село в Польщі, у гміні Мелешин Гнезненського повіту Великопольського воєводства.
Населення — 413 осіб (2011).
У 1975-1998 роках село належало до Познанського воєводства.

## Демографія
Демографічна структура станом на 31 березня 2011 року:
|          | Загалом | Допрацездатний вік | Працездатний вік | Постпрацездатний вік |
| -------- | ------- | ------------------ | ---------------- | -------------------- |
| Чоловіки | 207     | 52                 | 139              | 16                   |
| Жінки    | 206     | 43                 | 137              | 26                   |
| Разом    | 413     | 95                 | 276              | 42                   |